# ハザード比
ハザード比（はざーどひ、英: hazard ratio、HR）は生存分析では、2つのレベルの説明変数によって記述された条件に対応するハザード率の比である。たとえば、医薬品の研究においては、治療群の単位時間当たりの死亡率は、対照群の死亡率の2倍になる可能性がある。このときハザード比は2となり、治療による死亡のハザード（危険）が高いことを示す。ハザード比が相対リスクやオッズ比と異なるのは、相対リスクやオッズ比が定義されたエンドポイント（疾患の発生を示す評価指標）を用いた研究全体の累積値であるのに対し、ハザード比は研究期間またはその一部分における瞬間的なリスクを表すことである。ハザード比は、選択されたエンドポイントに関する選択バイアスの影響を受けにくく、エンドポイント以前に発生するリスク（危険度）を示すことができる。

## 定義と導出
ハザード比とその信頼区間を取得するために回帰モデルが用いられる。
瞬間ハザード率（instantaneous hazard rate）は、時間間隔を0に近づけたとき、単位時間当たりの事象数をリスクのある数で割った値の極限である。
{\displaystyle h(t)=\lim _{\Delta t\rightarrow 0}{\frac {\mathrm {observed\;events\;in\;interval} [t,t+\Delta t]/N(t)}{\Delta t}}}
ここで、{\displaystyle N(t)} は、区間開始時のハザードの数（たとえば被験者数）である。ハザードとは、ある患者が時間 {\displaystyle t} まで生存したとき、{\displaystyle t} から {\displaystyle t+\Delta t} の間に事象が起こる確率を、{\displaystyle \Delta t} を0に近づけたときの {\displaystyle \Delta t} で割ったものである。
ハザード比は、所属群（たとえば、治療群か対照群か、男性か女性か）の違いによるハザード率への影響のことで、ハザード比の対数を、ベースラインハザード {\displaystyle h_{0}(t)} と説明変数の線形結合の関数とする回帰モデルによって推定する。
{\displaystyle \log h(t)=f(h_{0}(t),\alpha +\beta _{1}X_{1}+\cdots +\beta _{k}X_{k}).\,}
このようなモデルは一般に比例ハザード回帰モデルに分類され、Coxセミパラメトリック比例ハザードモデル、指数モデル、ゴンペルツモデル、ワイブルパラメトリックモデルがよく知られている。
治療条件のみが異なる2群の場合、ハザード関数の比は {\displaystyle e^{\beta }} で与えられ、ここで {\displaystyle \beta } は回帰モデルから得られた治療効果の推定値である。このハザード比、すなわち一方の群のメンバーに対する予測ハザードと他方の群のメンバーに対する予測ハザードの比は、他のすべてを一定にすることによって、換言すればハザード関数の比例性を仮定することで得られる。
連続的な説明変数の場合は、単位差と同じ解釈ができる。他のハザード比モデルでは、異なる定式化がなされており、それに応じてパラメータ推定値の解釈も異なる。

## 解釈

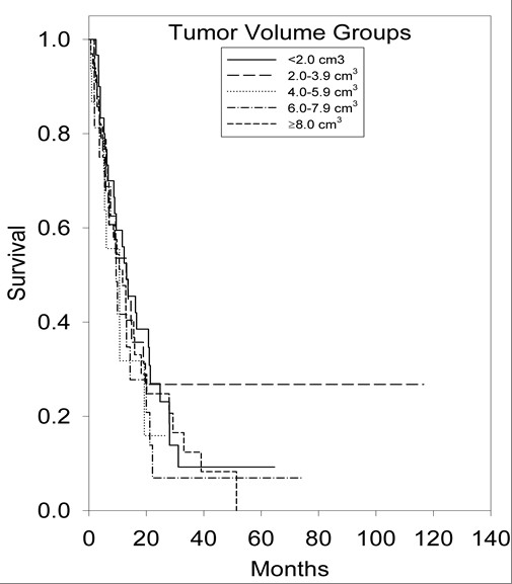
脳転移量に応じた全生存期間を示すカプラン＝マイヤー曲線。Elaimyらによる(2011)

ハザード比を最も単純な形すると、ある事象が治療群で発生する確率を、対照群で発生する確率で割ったもの、あるいはその逆と解釈することができる。これらのエンドポイントは、通常、カプラン＝マイヤー生存曲線を用いて分析される（図を参照）。これらの曲線は、エンドポイントに到達していない各所属群の割合に関連している。エンドポイントは、死亡、疾患の寛解、疾病の発症など、共変量（独立変数）に関連する任意の従属変数かもしれない。この曲線は、各時点でエンドポイントが発生する場合のオッズ（ハザード）を表している。ハザード比とは、2つの所属群の間における瞬間ハザードの関係を単純化し、カプラン＝マイヤープロット間の距離の大きさを1つの数値で表したものである。
ハザード比は、研究の時間単位を反映してはいない。ハザードベースの測定値と時間ベースの測定値の違いは、レースの「掛け率（オッズ）」と「勝者と敗者の距離」の違いに似ている。ある研究で1つの期間ごとに1つのハザード比を報告する場合、所属群間の差は比例していると想定される。この比例の仮定が満たされていないとハザード比は意味をなさない。
比例ハザードの仮定が成り立つ場合、ハザード比が1であれば、2つの所属群のハザード率が同等であることを意味し、ハザード比が1以外であれば、所属群間のハザード率が異なることを意味する。研究者は、いくつかの検定統計量に関連する確率を報告することで、このサンプルの差が偶然によるものである確率を示す。たとえば、Coxモデルからの {\displaystyle \beta } 値やログランク検定は、これらの生存曲線で観察された差の有意性を評価するために用いられる。
慣習的に0.05未満の確率は有意であるとみなされ、研究者は、たとえばCoxモデル回帰係数の標準偏差、すなわち {\displaystyle \beta } から得られるハザード比の95%信頼区間を提供していた。統計的に有意なハザード比は、信頼区間に1を含めることはできない。

### 比例ハザードの仮定
ハザード比の推定における比例ハザードの仮定は強引で、しばしば不合理である。合併症、有害作用、および後遺障害はすべて、時間の経過に伴ってハザード率を変化させる要因となる。たとえば、ある外科手技は初期のリスクは高いが、長期的には優れた結果を得る可能性があるかもしれない。
所属群間のハザード比が一定である場合、これは解釈上の問題ではない。しかし、所属群間に選択バイアスがある場合、ハザード比の解釈は不可能になる。たとえば、特にリスクの高い手術は、競合する治療条件下で体系的に頑健な所属群が生存し、高リスク手術の方が優れているかのように見えることがある。追跡期間も重要である。寛解率がより高いがん治療法でも、追跡調査ではより高い再発率に関連する可能性がある。いつ追跡調査を行うかという研究者の決定は恣意的であり、報告されたハザード比が大きく異なる可能性がある。

### ハザード比と生存率
ハザード比は、しばしば死亡確率の比として扱われれる。たとえば、ハザード比が2であれば、ある所属群が対照群よりも死亡する確率が2倍であることを意味すると考えられる。Coxモデルでは、これは所属群の生存関数の間に次のような関係があることを示すことができる。{\displaystyle S_{1}(t)=S_{0}(t)^{r}} （ここで r はハザード比）。したがって、ハザード比が2の場合、{\displaystyle S_{0}(t)=0.2}（時間 t で20%が生存している）であれば、{\displaystyle S_{1}(t)=0.2^{2}=0.04}（時間 t で4%が生存している）となる。これに対応する死亡確率は0.8と0.96である。ハザード比は、効果の相対的な尺度であり、絶対的なリスクについては何も教えてくれないことは明らかである。
ハザード比は仮説検証を可能にするが、治療効果を解釈するための他の尺度、たとえば治療群と対照群の被験者があるエンドポイントに到達した時間の中央値の比（中央値比）と合わせて考慮すべきである。レースに例えれば、ハザード比は、ハザードが高い所属群の個人が最初にレースの終わりに到達するオッズに相当する。一番になる確率は、一番になる確率を一番でない確率で割ったオッズから導き出すことができる。 
- HR = P/(1 − P); P = HR/(1 + HR).

前述の例では、ハザード比2は、早期死亡の確率が67%であることに相当する。ハザード比は、どのくらいの期間で死亡するかという情報を伝えるものではない。

### ハザード比、治療効果、時間ベースのエンドポイント
治療効果は、ハザード比だけでなく、生存関数に関連する基礎疾患に依存する。ハザード比では事象までの直接的な時間情報が得られないため、研究者はエンドポイント時間の中央値を報告し、対照群の中央値を治療群の中央値で割ってエンドポイント時間の中央値比を計算する必要がある。
エンドポイント中央値比は相対的な速度尺度であるのに対し、ハザード比はそうではない。治療効果とハザード比の関係は、{\displaystyle e^{\beta }} として与えられる。統計的には重要であるが、実際には重要でない効果が、大きなハザード比を生じさせることがある。たとえば、ある集団の1年生存者の数を10,000人に1人から1,000人に1人にする治療法のハザード比は10である。このような治療法がエンドポイント時間比の中央値に大きな影響を与える可能性は低く、おそらく1に近い値になったと考えられる。言い換えると、死亡率は所属群にかかわらずほぼ同じで、臨床的意義はない。
対照的に、感染症の50%が1週間後に治癒した治療群（対照群は25%）はハザード比が2となる。もし治療群の全症例と対照群の半数の症例が治癒するのに10週間かかる場合、10週間後のハザード比は2のままだが、エンドポイント時間比の中央値は10となり、臨床的意義が生じる。